# Rue du Trésor (Reims)
Pour l’article homonyme, voir Rue du Trésor.
La rue du Trésor est une voie de la commune de Reims, située au sein du département de la Marne, en région Grand Est.

## Situation et accès
La rue du Trésor appartient administrativement au quartier Centre Ville.
La voie est à double sens mais en cul-de-sac.

## Origine du nom
Donnait sur le bâtiment qui cachait le trésor de la cathédrale.

## Historique
Elle faisait partie de la partie claustrale du quartier du chapitre cathédrale. Elle est citée dès 1328.

## Bâtiments remarquables et lieux de mémoire
- L'ancien sous-sol aujourd'hui centre d'information culturel. Elle longe le palais de justice.

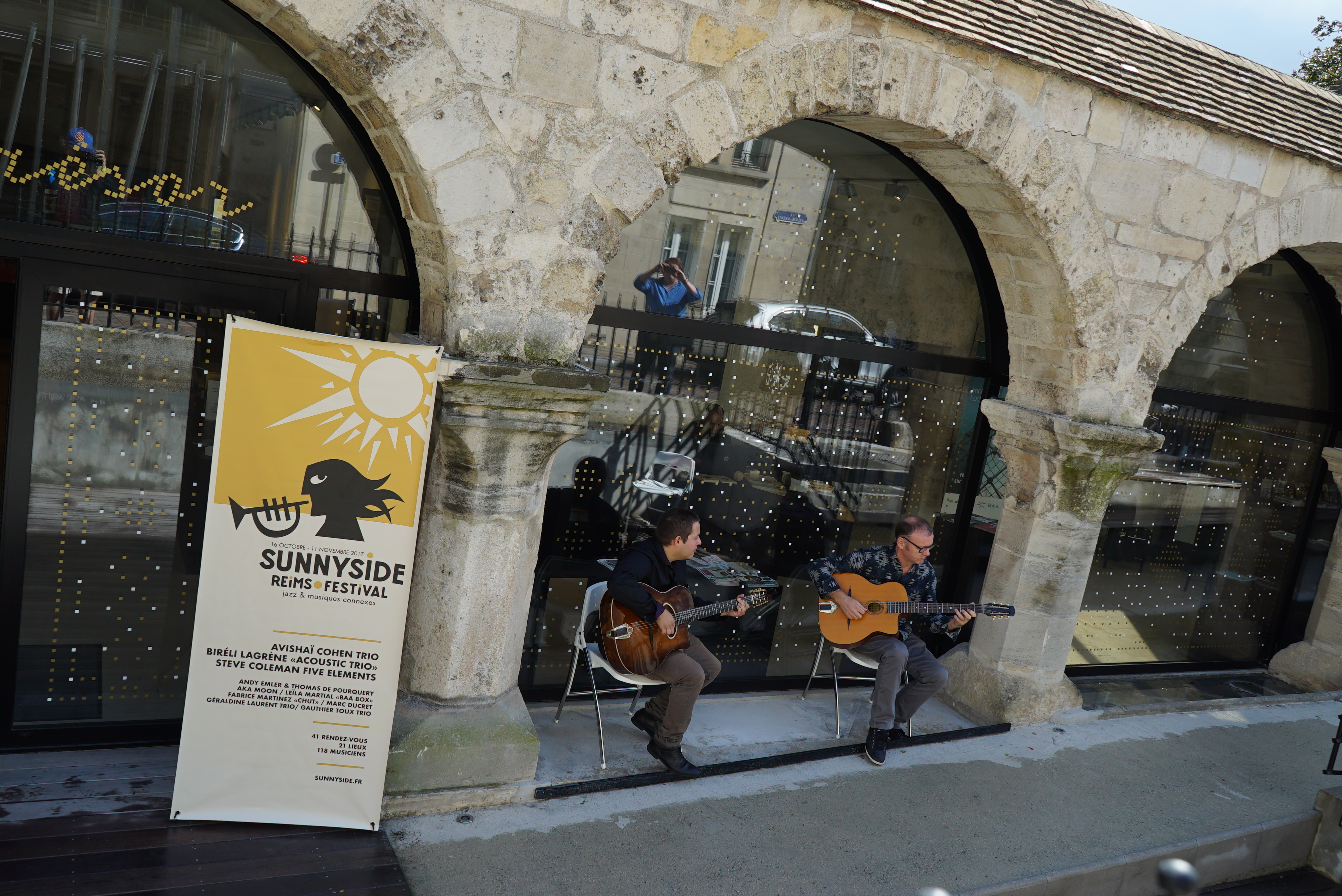
Détail de la façade de l'ancienne salle, Nitcho Reinhardt et Christophe Lartilleux.
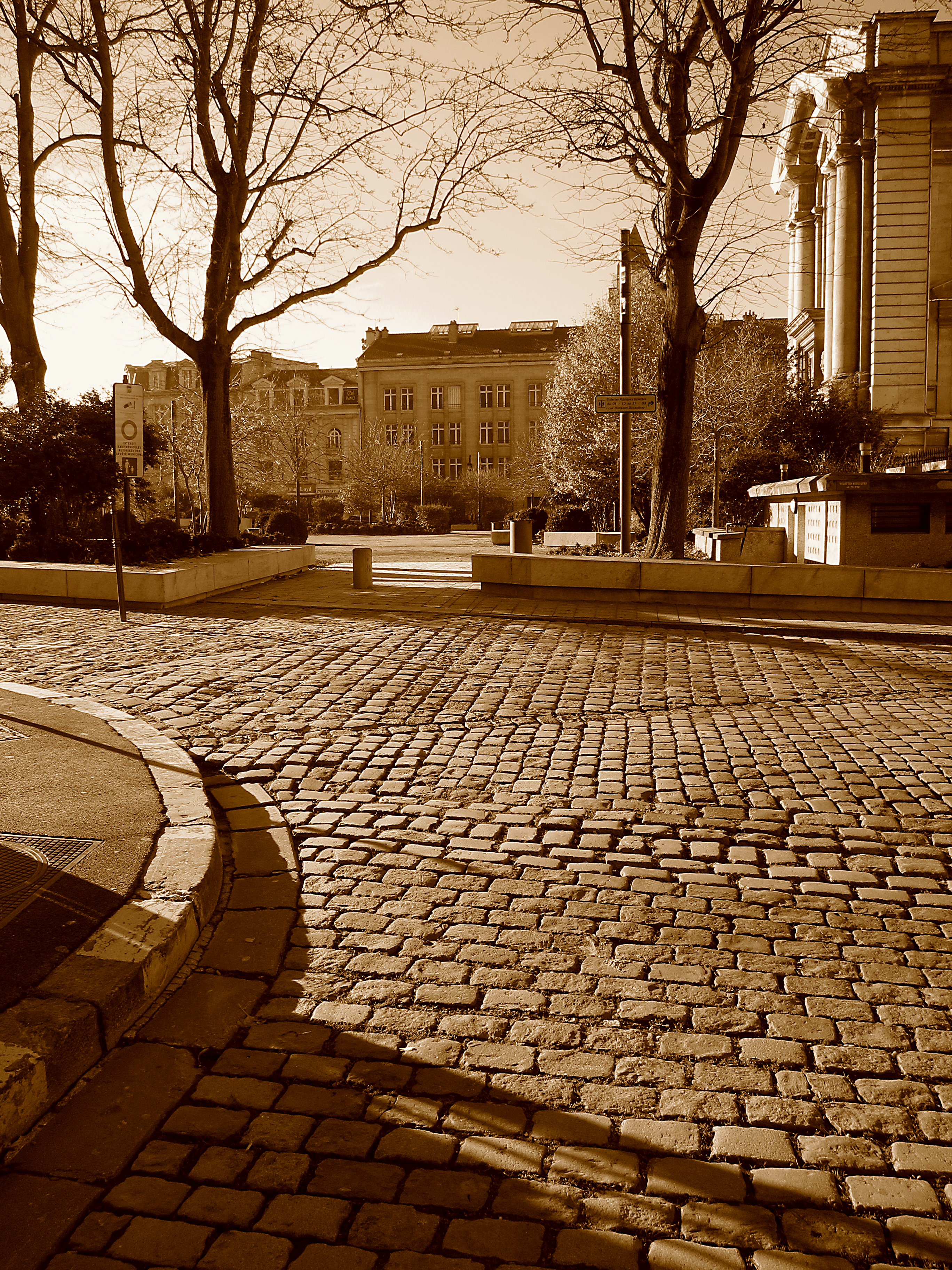
L'angle Trésor/place Luçon.
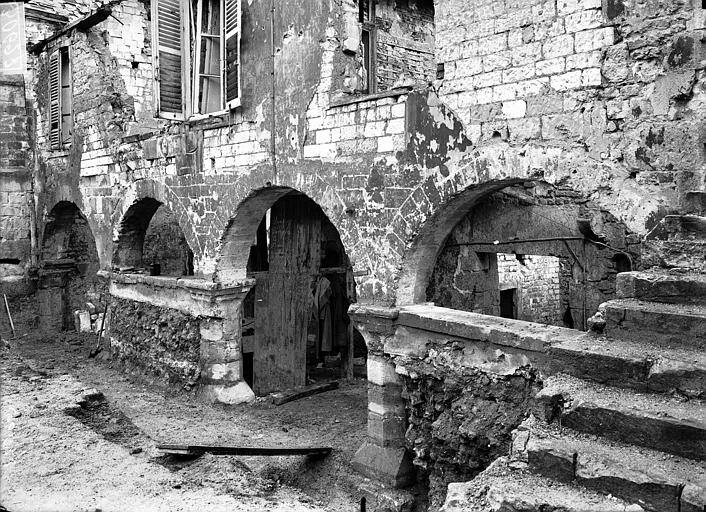
Au sortir de la Grande Guerre.
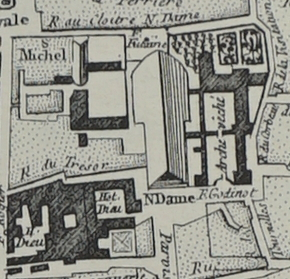
Sur le plan Moithey de 1775.